# União das Freguesias de Sameice e Santa Eulália
União das Freguesias de Sameice e Santa Eulália, kurz Sameice e Santa Eulália, ist eine portugiesische Gemeinde (Freguesia) im Kreis (Concelho) von Seia, im Distrikt Guarda. Sie umfasst eine Fläche von 14,27 km² und hat 643 Einwohner (Stand nach Zahlen von 2011).
Die Gemeinde entstand im Zuge der kommunalen Neuordnung Portugals nach den Kommunalwahlen am 29. September 2013, als Zusammenschluss der bisherigen Gemeinden Sameice und Santa Eulália.
Sitz der neuen Gemeinde wurde Sameice, während die Gemeindeverwaltung von Santa Eulália als Bürgerbüro erhalten blieb.